# پال برچرد
پال برچرد (انگلیسی: Paul Birchard) صداپیشه و بازیگر فیلم، تئاتر، تلویزیون و رادیو اهل ایالات متحده آمریکا است.
از فیلم‌ها یا برنامه‌های تلویزیونی که وی در آن نقش داشته‌است، می‌توان به پوآرو، خیاط پاناما، معادن شاه سلیمان، بتمن، وحی، ژاکت، کنتس سفید، ۱۴۰۸، شوالیه تاریکی، هانا، پاسگاه: خورشید سیاه، سهم فرشتگان، جانوران شگفت‌انگیز و زیستگاه آن‌ها و شن‌های روان اشاره کرد.